# Город и город
«Город и город» (англ. The City & The City) — фантастический роман Чайны Мьевиля. Удостоен множества премий в области фантастической литературы, в том числе премии Артура Кларка, «Хьюго» и «Локус».

## Сюжет
Действие происходит в двух городах-государствах, Бешеле и Уль-Коме, расположенных где-то на юго-востоке Европы на берегах одной и той же реки. Отношения между ними далеки от дружеских (в прошлом дело доходило до войны), но со временем стабилизировались. Города говорят на разных языках, отличаются и обычаями, и архитектурой, и менталитетом жителей. Бешель более традиционен, религиозен, даже несколько архаичен; Уль-Кома — город предприимчивых, циничных прагматиков, идущих в ногу с веком. Главное то, что города делят между собой одну и ту же территорию, некоторые их районы как бы вложены друг в друга: на одной и той же улице могут находиться вперемешку строения, предметы, люди из обоих городов. При этом жителям и Бешеля и Уль-Комы строжайше воспрещено не просто контактировать между собой, но даже сознательно замечать существование друг друга. Все они с раннего детства обучены не-видеть (англ. unsee) чужаков, их дома, машины, рекламу и прочее. Если же недозволенный контакт все же происходит, по случайности или по чьему-то умыслу, это считается чрезвычайным происшествием. На местном жаргоне оно называется «пролом» (англ. breach). «Пролом» может повлечь большие неприятности, особенно если вмешается некая таинственная структура, которая тоже называется Пролом (с большой буквы, англ. The Breach), и начнёт принимать свои меры. Границ между городами для Пролома не существует, Пролом не подчиняется властям Бешеля и Уль-Комы, и неизвестно, подчиняется ли он вообще кому-то. Впрочем, бешельцы и улькомцы всё же могут легально ходить друг к другу в гости: выхлопочи в мэрии разрешение, пройди через единственный пограничный пункт, и окажешься в соседнем городе. Но при этом придётся немедленно развидеть свой.
В обоих городах бытует легенда о третьем, потаённом, городе Орсини, существующем здесь же, в пределах Бешеля и Уль-Комы. 
Фабула романа — полицейское расследование. В Бешеле обнаружен труп молодой женщины. Она убита непонятным способом, по неясным мотивам, и, как вскоре выяснилось, не в Бешеле, а в Уль-Коме. Нити ведут и в преступный мир обоих городов, и в их политические организации, и в научную среду, и в деловые круги, и, в конце концов, далеко за пределы Города и Города. Инспектор бешельской полиции Тиадор Борлу по ходу следствия узнаёт много нового и неожиданного для себя о подлинном устройстве жизни в Бешеле и Уль-Коме, об Орсини, и даже приоткрывает краешек тайны Пролома.

## Награды

### 2010
- Премия Артура Кларка[1]
- Премия Британской ассоциации научной фантастики[1]
- Премия «Хьюго» за лучший роман[1]
- Премия Kitschies Red Tentacle (за лучший роман)[2]
- Премия «Локус» за лучший роман фэнтези[2]
- Всемирная премия фэнтези за лучший роман[2]

Роман номинировался также на Мемориальную премию Джона В. Кэмпбелла и премию «Небьюла».

### 2011
- Премия Курда Лассвица за лучшее иностранное произведение[2]
- Премия «SFinks» (Польша) за иностранный роман года[3]

### 2012
- Гран-при Воображения[2]

### 2013
- Premio Ignotus (Испания)[2]

## Русские переводы
- Перевод Георгия Яропольского: 2013 г., издательство «Эксмо», ISBN 978-5-699-64427-8.
- Перевод Михаила Головкина: 2020 г., издательство «Эксмо», ISBN 978-5-04-100150-6.

## Инсценировки и экранизации
- Кристофер У. Уэлш (Christopher M. Walsh) написал пьесу на основе романа. Первая постановка — Lifeline Theatre, Чикаго, премьера состоялась в феврале 2013 года.[4]
- Телевизионный фильм «The City and the City» из четырёх 60-минутных серий показан на канале BBC Two в апреле 2018 года. Производство компании Mammoth Screen, режиссёр Том Шенкленд, сценарист и исполнитель роли инспектора Борлу — Дэвид Моррисси.[5][6][7][8]